# David McKay
David „Dave“ McKay (* 1. März 1960 in Winnipeg, Manitoba) ist ein ehemaliger kanadischer Ringer. Olympiateilnehmer 1984 und 1988 im freien Stil.

## Leben
Dave McKay wuchs in North Kildonan auf und betätigte sich als Jugendlicher als vielseitiger Sportler. Er spielte Eishockey, Fußball, trieb Judo und rang. Erst mit 17 Jahren spezialisierte er sich ganz auf das Ringen. Er besuchte zunächst die Manitoba-University, wechselte dann aber an die Simon-Fraser-University in Burnaby, weil dort das Ringen besser gefördert wurde. Er wurde außerdem Mitglied des Burnaby Montain Wrestling Club (BMWC). Sein Trainer war Mike Jones. Als Junior betätigte er sich noch in beiden Stilarten, als Senior konzentrierte er sich aber ganz auf den freien Stil. 1977 gelang ihm mit dem Gewinn der kanadischen Juniorenmeisterschaft sein erster großer Erfolg.
1978 startete er erstmals bei einer internationalen Meisterschaft, der Junioren-Weltmeisterschaft (Juniors) in Colorado Springs. Er belegte dabei in der Gewichtsklasse bis 65 kg Körpergewicht hinter dem US-Amerikaner Mark Norcia und dem Panamaer Lucio Metia den 3. Platz. 1979 ging er bei den Pan Amerikanischen Meisterschaften der Junioren in Monterrey in Mexiko in beiden Stilarten im Leichtgewicht an den Start. Im griechisch-römischen Stil belegte er dabei hinter Gregorio Flores aus Venezuela den 2. Platz, während er im freien Stil auf den 4. Platz kam.
Als Senior blieb er in den Jahren 1980 bis 1982 bei den kanadischen Meisterschaften immer hinter Joe Dell’Aquila und kam deshalb noch bei keiner internationalen Meisterschaft zum Einsatz. Das änderte sich 1983, denn in diesem Jahr wurde er kanadischer Meister im freien Stil im Leichtgewicht und wurde daraufhin zur Weltmeisterschaft nach Kiew entsandt. In Kiew belegte er bei starker Konkurrenz einen guten 7. Platz.
1984 setzte er sich beim kanadischen Ausscheidungsturnier für die Olympischen Spiele in Los Angeles im Leichtgewicht gegen Pat Sullivan durch. In Los Angeles gewann er aber nur seinen ersten Kampf gegen Zammit aus Malta. Gegen Rene Neyer aus der Schweiz und gegen Zsigmond Kelevitz aus Australien musste er Niederlagen hinnehmen und belegte deshalb nur den 12. Platz.
1985 musste Dave McKay bei den kanadischen Meisterschaften Pat Sullivan den Vortritt lassen. Er siegte dann aber im Jahre 1986 wieder bei diesen Meisterschaften. Bei der Weltmeisterschaft 1986 in Budapest erreichte er im Leichtgewicht mit dem 6. Platz wieder ein sehr gutes Ergebnis. Im gleichen Jahr feierte er dann bei den Commonwealth-Spielen in Edinburgh einen Turniersieg im Leichtgewicht, wo er sich vor Zsigmond Kelevitz u. Steven Cooper aus England platzierte.
Bei der Weltmeisterschaft 1987 in Clermont-Ferrand reichte es für Dave McKay nur für den 10. Platz im Leichtgewicht. 1988 gelang es ihm dann wieder sich für die Olympischen Spiele in Seoul zu qualifizieren. In Seoul zeigte er sehr gute Kämpfe und verfehlte mit dem 5. Platz nur knapp eine Medaille. Er besiegte dort Al-Masri, Jordanien u. Daniel Santoro, Frankreich, verlor dann gegen Chris Brown aus Australien, siegte über Fewzi Seker aus der Türkei und Alexander Leipold aus der BRD, ehe er seine Kämpfe gegen Nate Carr aus den Vereinigten Staaten und Park Jong-soon aus Südkorea wieder verlor. Im Kampf um den 5. Platz besiegte er Jukka Rauhala aus Finnland nach Punkten.
Nach diesen Olympischen Spielen beendete er seine Laufbahn als aktiver Ringer. Er blieb dem Ringen aber als Trainer treu. Zunächst als Cheftrainer des Douglas-Colleges in New Westminster, British Columbia und seit vielen Jahren als Nationaltrainer der kanadischen Freistilmannschaft. Dieses Amt übt er noch heute (2009) aus.

## Internationale Erfolge
| Jahr | Platz | Wettbewerb                                                  | Stil | Gewichtsklasse | |
| 1978 | 3.    | Junioren-WM (Juniors) in Colorado Springs                   | F    | bis 65 kg KG   | hinter Mark Norcia, USA u. Lucio Metia, Panama |
| 1979 | 4.    | Pan Amerikanische Meisterschaften der Junioren in Monterrey | F    | Leicht         | hinter Elpidio Martin, Kuba, Ivan Padilla, Venezuela u. Brian Palcko, USA |
| 1979 | 2.    | Pan Amerikanische Meisterschaften der Junioren in Monterrey | GR   | Leicht         | hinter Gregorio Flores, Venezuela, vor John Mc Nulty, USA |
| 1983 | 7.    | WM in Kiew                                                  | F    | Leicht         | Sieger: Arsen Fadsajew, UdSSR vor Bujandelgeriin Bold, Mongolei u. Kamen Penew, Bulgarien |
| 1984 | 4.    | Großer Preis der Bundesrepublik Deutschland in Freiburg     | F    | Leicht         | hinter Jukka Rauhala, Finnland, Wiliam Hönsch, ČSSR u. Erwin Knosp, BRD |
| 1984 | 11.   | OS in Los Angeles                                           | F    | Leicht         | mit einem Sieg über Zammit, Malta u. Niederlagen gegen Rene Neyer, Schweiz u. Zsigmond Kelevitz, Australien |
| 1985 | 5.    | „Roger-Coulon“-Memorial in Clermont-Ferrand                 | F    | Leicht         | hinter Szymanski, Polen, Wiliam Hönsch, Zoltán Szalontai, Ungarn u. Gerard Santoro, Frankreich |
| 1986 | 6.    | WM in Budapest                                              | F    | Leicht         | Sieger: Arsen Fadsajew vor Andre Metzger, USA, Simeon Schterew, Bulgarien, Eugenio Montero, Kuba u. Jukka Rauhala, Finnland |
| 1986 | 1.    | Commonwealth-Games in Edinburgh                             | F    | Leicht         | vor Zsigmond Kelevitz, Australien u. Steven Cooper, England |
| 1987 | 10.   | WM in Clermont-Ferrand                                      | F    | Leicht         | Sieger: Arsen Fadsajew vor Georgios Athanasiadis, Griechenland u. Andre Metzger |
| 1988 | 1.    | Großer Preis der ČSSR in Prag                               | F    | Leicht         | vor Jukka Rauhala u. Georg Schwabenland, BRD |
| 1988 | 5.    | OS in Seoul                                                 | F    | Leicht         | mit Siegen über Al-Masri, Jordanien u. Daniel Santoro, einer Niederlage gegen Chris Brown (Ringer), Australien, Siegen über Fewzi Seker, Türkei u. Alexander Leipold, BRD, Niederlagen gegen Nate Carr, USA u. Park Jong-soon, Südkorea u. einem Sieg über Jukka Rauhala |

Anm.: OS = Olympische Spiele, WM = Weltmeisterschaft, F = freier Stil, GR = griechisch-römischer Stil, Leichtgewicht, bis 68 kg Körpergewicht

## Weblink
Profil von David McKay bei United World Wrestling
| Personendaten    | Personendaten           |
| ---------------- | ----------------------- |
| NAME             | McKay, David            |
| ALTERNATIVNAMEN  | McKay, Dave (Spitzname) |
| KURZBESCHREIBUNG | kanadischer Ringer      |
| GEBURTSDATUM     | 1. März 1960            |
| GEBURTSORT       | Winnipeg, Manitoba      |